# Distretto di Cuddalore
Il distretto di Cuddalore è un distretto del Tamil Nadu, in India, di 2 280 530 abitanti. Il suo capoluogo è Cuddalore.